# Amata bryoponda
Amata bryoponda là một loài bướm đêm thuộc phân họ Arctiinae, họ Erebidae.